# أم الحيات
رَضّاعة البَقَر أو أم الحيات (الاسم العلمي Eumeces)، جنس عظاء من فصيلة السقنقورية ورتبة العظائيات. موطنها أفريقيا والشرق الأوسط. لونها الغالب إلى الصفرة وبعضها أرقش. وغيرها مؤزرة بالاسود.